# نهج الهولوكوست من أسفل إلى أعلى
النهج من القاعدة إلى القمة هو وجهة نظر حول أسباب الهولوكوست. 
عادة ما يتم وضع هذا النهج تحت نقاش مشترك في فهم الهولوكوست، والمعروف باسم النقاش الوظيفي مقابل النقاش. يمثل الوظيفيون الحجة التي مفادها أن قرار قتل اليهود تطور بمرور الوقت بمفهوم يسمى «التطرف التراكمي» ( هانز مومسن). من ناحية أخرى، يعتقد أن الحل النهائي كان يهدف إلى الحدوث واستخدام معاداة السامية لإثبات هذه النقطة.  في النقاش الوظيفي مقابل النقاش المتعمد، نشأ النهج التصاعدي من منظور وظيفي. وقد جادل غوتس علي، على وجه التحديد، قضية النهج التصاعدي من وجهة النظر الوظيفية. 
يتم تعريف النهج بشكل أفضل باعتباره أحد الحجج العديدة المستخدمة لتفسير الهولوكوست. يركز هذا التفكير على الأسباب ذات الرتب الدنيا وضغطهم على الرتب العليا لتنفيذ ما يعرف الآن باسم الحل النهائي. 

## التطبيق
في كتاب غوتس علي «الحل النهائي»: السياسة السكانية النازية وقتل اليهود الأوروبيين، يشير علي إلى اقتراح محدد للغاية قدمه Rolf-Heinz Höppner [الإنجليزية] ، الذي كان في ذلك الوقت ببساطة إس إس-أوبرستورمبانفورر (أو ضابط SS).  تم إرسال هذه الرسالة التي كتبها هوبنر إلى أدولف ايخمان حول حل ناجع لحل القضية اليهودية. في جزء من الرسالة كتب: 
 هناك خطر من أنه في الشتاء المقبل، سيكون من المستحيل إطعام جميع اليهود. يجب التفكير بجدية فيما إذا كان الحل الأكثر إنسانية هو القضاء على اليهود غير المؤهلين للعمل من خلال بعض الوسائل السريعة المفعول. سيكون هذا بالتأكيد أكثر متعة من تركهم يتضورون جوعا حتى الموت.  

## المناهج المتنافسة

### النهج من القاعدة إلى القمة
بينما يتم تعيين النهج التصاعدي بشكل حصري تقريبًا على وجهة النظر الوظيفية، يمكن للمنظور العلوي أن يمد يده إلى أي من جانبي الوسيطة. 
المتعمدون [من؟]   استخدم النهج من أعلى إلى أسفل لترسيخ استنتاجهم بأن نية قتل اليهود كانت موجودة دائمًا في كبار المسؤولين. بالنسبة لهذه الفكرة، فإنهم يشيرون تحديداً إلى كفاحي لهتلر، حيث يدعو، بشكل أساسي، إلى إبادة اليهود الأوروبيين. لذلك، تكمن الفكرة في أن هتلر، الذي كان يهدف إلى القضاء على أوروبا من اليهود، أصدر أمرًا (لم يتم العثور على دليل مادي على ذلك) للقضاء على جميع اليهود في أوروبا. 
وقد استخدم الوظيفيون أيضًا النهج من أعلى إلى أسفل. تدعي الوظيفية ببساطة أن حل المسألة اليهودية تصاعد مع مرور الوقت، وبالتالي، فإنه لا يلغي نقلة من أعلى إلى أسفل. كان يمكن لأدولف هتلر وهاينريش هيملر و/ أو راينهارد هايدريش إصدار أمر من الأعلى إلى الأسفل للقضاء على اليهود في أوروبا دون إهمال أطروحة الوظيفيين. 

## الحواشي
1. ↑  Longerich, Peter. "Policy of Destruction: Nazi Anti-Jewish Policy and the Genesis of the 'Final Solution'". UNITED STATES HOLOCAUST MEMORIAL MUSEUM: CENTER FOR ADVANCED HOLOCAUST STUDIES, 1999, p. 4.
2. ↑  Aly, Götz.  'Final Solution': Nazi Population Policy and the Murder of the European Jews. Hodder Headline Group, 1999, p. 214.
3. ↑  Aly. p. 214.